# 이광정 (1552년)
이광정(李光庭, 1552년 ~ 1629년)은 조선의 문신이다. 자는 덕휘(德輝), 본관은 연안이다. 정언을 지낸 이주(李澍)의 아들로, 어머니 유씨는 유순정의 증손이다. 1604년 호성공신 2등에 책록되고 연원군(延原君)에 봉해졌고, 같은 해 보국숭록대부(輔國崇祿大夫) 연원부원군(延原府院君)에 가봉(加封)되었다. 1614년(광해군 6년) 8월 27일 위성원종공신 3등(衛聖原從功臣三等)에 책록되었다. 민유중의 외조부이자 숙종비 인현왕후의 진외조부이다.

## 생애
1590년(선조23)에 급제해 벼슬길에 올랐으며 임진왜란이 일어나자 의주까지 선조를 보필했다. 1593년 호종의 공을 인정받아 승정원 동부승지로 발탁되었는데 조정에 출사한 지 얼마 되지 않은 시기의 파격적인 승진이었기에 외람된 관직이라는 의견이 있었으나 선조가 듣지 않았다. 정유재란이 발발하자 군량을 담당하는 일을 맡았고 1598년에는 공을 인정받아 자헌 대부(資憲大夫)로 가자되었다. 이 인사에 대해서도 사헌부와 사간원 등에서 여러 차례에 걸쳐 과분한 가자라고 간했으나 선조가 윤허하지 않았다. 정유재란 중에는 명나라에서 원정을 온 마귀의 접반사로 그를 수행하기도 했다. 1601년 지중추부사, 1602년 예조판서, 이조판서를 거쳐 대사헌에 올랐다. 1604년 호성공신 2등에 책록되고 연원군(延原君)에 봉해졌다. 같은 해에 보국 숭록 대부(輔國崇祿大夫) 연원 부원군(延原府院君)에 가봉(加封)되었다. 청렴결백한 인물이었으나 인목대비 폐비 사건 당시 화가 미칠 것을 두려워하여 폐비론에 동조한 이후로 비난을 받았다. 1614년(광해군 6년) 8월 27일 위성원종공신 3등(衛聖原從功臣三等)에 책록되었다.
1623년 이조판서에 올랐으며 같은 해 공조판서의 벼슬을 제수받았다. 1627년 정묘호란의 발발로 인조를 보필해 강화로 피신했는데 여기서 전염된 수토병이 악화되어 1629년 죽었다.

## 묘소
이주·이광정 묘 및 신도비(李澍·李光庭 墓 및 神道碑)는 경기도 파주시 조리읍 뇌조리에 있다. 2001년 12월 21일 파주시의 향토유적 제12호로 지정되었다.

## 가족 관계[10]
- 조부 : 이경종(李慶宗)(1507 ~ 1569)
- 조모 : 운천군(雲川君)의 4녀 전주 이씨(1515 ~ 1554)
  - 부친 : 이주(李澍, 1534 ~ 1584)
  - 모친 : 류사필(柳師弼)의 딸 진주 류씨(1533~1577)
    - 남동생 : 이창정(李昌庭, 1573 ~ 1625)

  - 장인 : 청송 심씨 심순(沈荀, 1525 ~ 1572)
  - 장모 : 신광한(申光漢)의 딸 고령 신씨
    - 초배 : 심숙선(沈淑善, 1550 ~ 1586)[11]
      - 장녀 : 이몽옥(李夢玉, 1569 ~ 1644)
      - 사위 : 진주 류씨 류성민(柳聖民)(?~1651)
        - 외손자 : 류흠(柳釒+?)
        - 외손녀 : 조의현(趙義賢)의 처
        - 외손녀 : 선산 김씨 김세렴(金世濂)의 처
        - 외손녀 : 한양 조씨 조송령(趙松齡)의 처

      - 차녀 : 이계옥(李季玉, 1581 ~ 1665)
      - 사위 : 청주 한씨 한형길(韓亨吉, 1582 ~ 1644)
        - 외손자 : 한규(韓圭)(1603 ~1666)
        - 외손자 : 한기(韓墍, 1606 ~ ?)
        - 외손자 : 한재(韓在)
        - 외손자 : 한은(韓垽, 1619 ~ 1688)
        - 외손녀 : 청송 심씨 심창(沈敞)의 처

      - 장남 : 이현(李礻+玄, 1584 ~ 1637)
      - 며느리 : 영의정(領議政) 류영경(柳永慶)의 딸 전주 류씨(1585 ~ 1646)
        - 손녀 : 진주 강씨 강윤형(姜允亨)의 처(1603 ~ ?)
        - 손자 : 이성징(李星徵, 1608 ~ 1670)
        - 손자 : 이익징(李翼徵, 1611 ~ 1665)
        - 손자 : 이기징(李箕徵, 1616 ~ 1685)
        - 손자 : 이정징(李井徵, 1619 ~ 1707)
        - 손자 : 이삼징(李參徵, 1625 ~ 1689)
        - 손자 : 이태징(李台徵, 1629 ~ 1653)

      - 며느리(측실) : 재령 최씨
        - 서손자 : 이세징(李世徵)
        - 서손자 : 이상징(李象徵)(1619 ~ ?)

  - 장인 : 양천 허씨 허잠(許潛, 1540 ~ 1607)
  - 장모 : 여흥 민씨 민연향(閔蓮香, 1540 ~ ?) - 경숙옹주의 손녀
    - 후배 : 허순영(許順英, 1569 ~ 1625)
      - 차남 : 이분(李礻+分, 1590 ~ 1637)
      - 며느리 : 홍경신(洪慶臣)의 딸 남양 홍씨
        - 손녀 : 이응생(李應生, 1613 ~ ?)

      - 며느리 : 신득해(申得海)의 딸 고령 신씨
        - 손자 : 이두징(李斗徵, 1623 ~ 1660)
        - 손자 : 이규징(李奎徵, 1624 ~ 1699)
        - 손녀 : 이귀덕(李貴德, 1632 ~ ?)
        - 손자 : 이위징(李緯徵, 1634 ~ 1686)
        - 손녀 : 이종덕(李終德, 1636 ~ ?)

      - 며느리(측실) : 미상
        - 서손자 : 이원징(李元徵)
        - 서손자 : 이형징(李亨徵)

      - 3녀 : 연안 이씨(1594 ~ 1653)
      - 사위 : 민광훈(閔光勳, 1595 ~ 1659)
        - 외손녀 : 한산 이씨 이연년(李延年)의 처(1620 ~ ?)
        - 외손자 : 민시중(閔蓍重, 1625 ~ 1677)
        - 외손자 : 민정중(閔鼎重, 1628 ~ 1692)
        - 외손자 : 민유중(閔鼎重, 1630 ~ 1687)[12]
        - 외손녀 : 풍산 홍씨 홍만형(洪萬衡)의 처(1633 ~ ?)
        - 외손녀 : 연일 정씨 정진연(鄭普演)의 처(1636 ~ ?)

      - 4녀 : 연안 이씨
      - 사위 : 밀양 박씨 박문빈(朴文彬)
        - 외손자 : 박두원(朴斗元, 1616 ~ ?)
        - 외손자 : 박두명(朴斗命, 1622 ~ ?)
        - 외손녀 : 백천 조씨 조성한(趙成漢)의 처

      - 5녀 : 연안 이씨(? ~ 1660)
      - 사위 : 남양 홍씨 홍우원(洪宇遠, 1605 ~ 1687)[13]
        - 외손자 : 홍면(洪冕, 1624 ~ ?)[14]
        - 외손녀 : 평강 채씨 채명구(蔡命龜)의 처
        - 외손녀 : 파평 윤씨 윤상형(尹商衡)의 처(1627 ~ ?)
        - 외손녀 : 해주 정씨 정적(鄭樍)의 처(1631 ~ ?)
        - 외손녀 : 김정수(金鼎壽)의 처(1636 ~ ?)

      - 3남 : 이도(李禂, 1609 ~ 1639)
      - 며느리 : 이정혁(李廷赫)의 딸 한산 이씨(1610 ~ 1627)
      - 며느리 : 조민(趙珉)의 딸 풍양 조씨(1611 ~ 1695)
        - 손자 : 이수징(李壽徵, 1632 ~ 1702)
        - 손녀 : 이태덕(李台德, 1634 ~ ?)
        - 손자 : 이구징(李耉徵, 1639 ~ 1713)

      - 6녀 : 연안 이씨
      - 사위 : 전주 이씨 광흥창수(廣興倉守) 이익배(李益培)
        - 외손자 : 이석(李錫, 1624 ~ ?)
        - 외손자 : 이집(李鏶, 1625 ~ 1691)
        - 외손녀 : 고령 신씨 신선호(申善浩)의 처(1630 ~ ?)
        - 외손자 : 이확(李鑊, 1641 ~ ?)
        - 외손자 : 이삽(李鈒, 1644 ~ ?)[15]
        - 외손녀 : 진주 류씨 류성명(柳星明)의 처(1646 ~ ?)
        - 외손녀 : 안동 권씨 권해(權瑎)의 처

      - 7녀 : 연안 이씨
      - 사위 : 고령 박씨 박함장(朴諴長)
        - 외손자 : 박번(朴蕃, 1636 ~ ?)
        - 외손녀 : 안동 권씨 권적(權覿)의 처(1642 ~ ?)

      - 8녀 : 연안 이씨
      - 사위 : 밀양 박씨 박수행(朴粹行)
        - 외손녀 : 이석빈(李碩馪)의 처(1630 ~ ?)
        - 외손자 : 박신(朴賮, 1633 ~ ?)

## 이광정을 연기한 배우
- 김창봉 - 서궁